# Giustizia riparativa
La giustizia riparativa o giustizia rigenerativa (in inglese restorative justice) è un approccio che consiste nel considerare il reato principalmente in termini di danno alle persone. Da ciò consegue l'obbligo, per l'autore del reato, di rimediare alle conseguenze lesive della sua condotta giuridica. A tal fine, si prospetta un coinvolgimento attivo della vittima, dell'agente e della stessa comunità civile nella ricerca di soluzioni atte a far fronte all'insieme di bisogni scaturiti a seguito del reato.

## Storia
Tematizzata alla fine degli anni '80, la restorative justice nasce da modelli sperimentali emersi in Nord America. Essi peraltro intercettano un dibattito complesso e variegato, che, a partire dagli anni settanta, stava portando al confronto di diverse voci critiche della teoria e della prassi penalistica nordamericana. Sebbene forme di giustizia riparativa siano rintracciabili in epoche assai remote (ossia nelle tradizioni di popolazioni primitive, quali le comunità indiane in America), il modello cominciò a formarsi come strumento di giustizia estemporaneo negli anni '70 negli Stati Uniti d'America, allorquando venne sperimentato da alcuni attivisti per la tutela dei diritti umani. Ciò sfruttando alcune caratteristiche del criminal justice system. In particolare, ci si riferisce agli ampi poteri attribuiti al prosecutor, sia in ordine alla formulazione delle imputazioni sia, più in radice, all'esercizio stesso dell'azione penale. Dopo un'esperienza ventennale sul campo, la restorative justice, avendo restituito dei buoni risultati pratici (in termini di soddisfazione delle vittime del reato, nonché di abbattimento dei tassi di recidiva), cominciò ad essere "codificata" dai vari Stati federati e ad essere "importata" in Europa, influenzando teorici e attivisti e, pian piano, i legislatori europei.

## Le caratteristiche
La giustizia riparativa analizza il problema della giustizia penale intorno a quattro elementi fondamentali:
1. considerare il reato in termini non meramente formali (come condotta corrispondente ad una fattispecie astratta descritta da una norma penale), bensì 'esperienziali', ossia come 'lesione' che coinvolge direttamente, e sotto molteplici aspetti (morali, materiali, emotivi, relazionali) singole persone e una comunità;
2. ritenere che al reato corrisponda in primo luogo l'obbligo - in capo all'autore - di porre attivamente rimedio alle conseguenze dannose che la sua condotta ha cagionato, avendo riguardo in primo luogo ai bisogni della vittima;
3. puntare, nella ricerca di tale soluzione 'riparativa', ad un coinvolgimento attivo della vittima, dell'offensore, dei rispettivi entourages di relazioni, e della comunità civile;
4. ricercare una soluzione che risulti, se possibile, concordata tra tali soggetti.

Come spiega uno dei suoi fondatori, Howard Zehr, la restorative justice si distingue criticamente dal modello moderno e contemporaneo di pena, il quale tende a considerare il reato come violazione di una norma (o meglio, come realizzazione di una condotta ascrivibile ad una fattispecie astratta descritta da una norma penale) e la pena come 'conseguenza giuridica' che sanziona tale condotta (pur diversamente caratterizzata per giustificazione e finalità).
Diversamente, la Restorative Justice propone una sorta di equazione per la quale "Il crimine è una violazione delle persone e delle relazioni interpersonali; le violazioni creano obblighi; l'obbligo principale è quello di rimediare ai torti commessi (to put right the wrongs)".
Ne emerge una sorta di rivoluzione copernicana per effetto della quale il problema centrale per la giustizia penale non è un concetto astratto di ordine giuridico, bensì la persona come singolo e come essere relazionale. Per questo, la Restorative Justice è stata definita come un nuovo Paradigma'
, caratterizzato da una profonda rivendicazione della centralità della persona e dell'intersoggettività nell'analisi del problema penale e nella proposta di una riforma organica della giustizia penale.
In senso critico, la Restorative Justice denuncia l'impostazione formalistica del diritto penale moderno e contemporaneo, che si ritiene abbia prodotto un sistema altamente burocratizzato e astratto, nel quale le persone – con le loro esperienze, il vissuto, le esigenze e le relazioni – rimangono del tutto marginali. Ciò emergerebbe soprattutto con riferimento alla vittima del reato, destinata ad assumere un ruolo del tutto secondario ed eventuale nella tradizionale amministrazione della giustizia. Essa andrebbe invece ritenuta la principale destinataria delle attenzioni del sistema-giustizia, e perciò coinvolta attivamente nel procedimento che, a partire dalle indagini, conduce all'irrogazione e all'esecuzione della pena.
Andrebbe parimenti valorizzata l'esigenza di un'autentica responsabilizzazione dell'offensore, sostanzialmente privo di reali occasioni per prendere coscienza delle conseguenze che le sue azioni hanno sortito in altre vite: una finalità, quest'ultima, che non dovrebbe essere perseguita attraverso astratti e pre-definiti programmi di rieducazione, bensì in primo luogo mostrando all'offensore gli effetti del suo comportamento sulle vite che da questo sono state affette e chiamandolo, nei limiti del possibile, a porvi rimedio attivamente.
Non da ultimo, la Restorative Justice propone modelli di soluzione della controversia atti a favorire il coinvolgimento di vittima, offensore e comunità civile nella ricerca di una soluzione atta a rispondere in termini adeguati alla lesione cagionata dal reato: tale proposta risponderebbe all'esigenza di correggere l'eccessiva dimensione burocratizzata ed agonistica del processo, cui si contesta l'incapacità di evidenziare e ricomporre le ferite effettivamente causate dal reato nel tessuto sociale da esso colpito.
L'idea riparativa e partecipativa di giustizia penale avanzata dalla Restorative Justice, risponde all'esigenza di restituire attenzione alla dimensione personale e sociale che investe il crimine, senza la quale la pena altro non sarebbe che un'afflizione dagli esiti alienanti, non di rado violenti, e comunque incapace di rispondere alle esigenze concretamente sorte, nelle persone e nelle comunità civili, a seguito della commissione di un reato.

## Modelli applicativi
I principali modelli di istituti ispirati al paradigma ristorativo sono la Mediazione Penale (VOM - Victim Offender Mediation), il Family Group Conferencing (FGC) e il Conferencing o Circle Process (VOC/CP).

## Nella legislazione internazionale
La giustizia riparativa trova nella legislazione europea e delle Nazioni Unite un ricco corpus di fonti. Di seguito viene proposto un excursus della storia legislativa in materia di giustizia riparativa delle Nazioni Unite e dell'Unione Europea. Le Risoluzioni ONU e le Raccomandazioni UE sono andate circa di pari passo.

### Nazioni Unite
A livello di Nazioni Unite si inizia a parlare di giustizia riparativa alla metà degli anni 80, quando emerge la necessità di porre maggiore attenzione alle vittime nel processo penale.
La Risoluzione n. 40/34 del 29 novembre 1985, dell'Assemblea Generale delle Nazioni Unite, recante il titolo Principi fondamentali di giustizia in favore delle vittime della criminalità e delle vittime degli abusi di potere, afferma la necessità di garantire a livello nazionale e internazionale il riconoscimento dei diritti delle vittime della criminalità e dell'abuso di potere e incoraggia gli Stati membri ad adoperarsi per questo obiettivo col fine di prevenire il crimine e ridurre la vittimizzazione.
La Risoluzione n. 1997/33 sugli Elementi di una responsabile prevenzione della criminalità: standard e norme, approvata dal Consiglio Economico e Sociale delle Nazioni Unite il 21 luglio 1997, afferma l’importanza di una prevenzione non-repressiva del crimine e ripropone la necessità di una attenzione alla vittima, la quale deve essere assistita e protetta, contestualmente alla dovuta considerazione per i diritti del reo.
La Risoluzione n. 23/1998 sulla Cooperazione internazionale, approvata dal Consiglio Economico e Sociale delle Nazioni Unite il 28 luglio 1998, raccomanda agli Stati membri di ricorrere allo sviluppo di forme di pena non carcerarie e, se possibile, a soluzioni amichevoli dei conflitti di minore gravità. Introduce, altresì, accanto alla possibilità di risarcimenti pecuniari, la possibilità di compensazione con lavori eseguiti dal reo nei confronti della vittima.
La Risoluzione n. 1999/26 sullo Sviluppo ed attuazione di interventi di mediazione e giustizia riparativa nell’ambito della giustizia penale, approvata dal Consiglio Economico e Sociale delle Nazioni Unite il 28 luglio 1999, inizia a parlare in maniera più diretta di giustizia riparativa. In quest'occasione entra fra gli attori, accanto al reo e alla vittima, anche la società e quindi il risarcimento non è più solo nei confronti della vittima ma può espletarsi in attività utili per la collettività. In questo documento viene anche sottolineato come, in casi di lieve entità, la mediazione possa sostituire la pena detentiva.
Con la Dichiarazione di Vienna del 2000, documento redatto in occasione del X Congresso delle Nazioni Unite sulla Prevenzione del Crimine e il trattamento dei detenuti, gli Stati membri si impegnano, come recita l'articolo 27, ad introdurre «adeguati programmi di assistenza alle vittime del crimine, a livello nazionale, regionale, ed internazionale, quali meccanismi per la mediazione e la giustizia riparatrice». L’art. 28 incoraggia “lo sviluppo di politiche di giustizia riparatrice, di procedure e di programmi rispettosi dei diritti, dei bisogni e degli interessi delle vittime, dei delinquenti, delle comunità e di tutte le altre parti”.
La Risoluzione n. 2000/14 sui principi base sull’uso dei programmi di giustizia riparativa in materia criminale, approvata dal Consiglio Economico e Sociale delle Nazioni Unite il 27 luglio 2000, delinea i principi per l'utilizzo della giustizia riparativa in ambito penale, da sottoporre all’attenzione degli Stati membri, delle organizzazioni intergovernative e non governative più rilevanti, nonché agli organismi della rete dell’ONU che si occupano di prevenzione del crimine e dei programmi di giustizia penale, al fine di definire un indirizzo comune.
Nella Risoluzione n.55/59 approvata dall’Assemblea generale dell’ONU il 4 dicembre 2000, viene affermata l’importanza dello sviluppo della giustizia riparativa quale strumento tendente a ridurre la criminalità e a promuovere la ricomposizione dei conflitti tra vittime, rei e comunità. La risoluzione fa inoltre propri gli obiettivi definiti dagli artt. 27 e 28 della Dichiarazione di Vienna in ordine allo sviluppo di piani d’azione in supporto delle vittime, nonché forme di mediazione e di giustizia riparativa.
La Risoluzione n.55/60 approvata dall’Assemblea generale delle Nazioni Unite il 4 luglio 2000, pone ulteriore accento su quanto stabilito nella Dichiarazione di Vienna, invitando i governi ad ispirarsi alla Dichiarazione stessa e a predisporre piani di azione che comprendano specifiche misure in vista dell’attuazione degli impegni presi a Vienna.
La Risoluzione n.56/261, adottata dall’Assemblea generale dell’ONU nel gennaio 2002, concernente i Piani d'azione per l'attuazione della Dichiarazione di Vienna sulla criminalità e la giustizia: le sfide del XXI secolo, inserisce un intero capitolo sulle “Misure relative alla giustizia riparativa” e sottolinea l’importanza di sviluppare idonei programmi di giustizia riparativa, tenendo conto degli impegni internazionali presi in favore delle vittime.
La Risoluzione n. 2002/12 sui Principi base circa l'applicazione di programmi di giustizia riparativa nell'ambito penale, approvata dal Consiglio Economico e Sociale delle Nazioni Unite il 24.07.2002, invita gli Stati membri a sviluppare programmi sulla giustizia riparativa, confrontandosi e supportandosi a vicenda, ma sempre adattandosi alle specificità dei singoli sistemi penali. La risoluzione sottolinea come gli strumenti di giustizia riparativa offrano alle vittime la possibilità di ottenere una riparazione e di sentirsi più sicure, permettendo nel contempo ai rei di prendere coscienza degli effetti del loro comportamento e di assumersi le loro responsabilità in maniera costruttiva; infine aiutano le comunità a comprendere le cause della criminalità e a promuovere azioni volte alla prevenzione.

### Unione europea
A livello normativo-europeo i primi atti si pongono l’obiettivo di fornire assistenza e protezione alle vittime di reato e a delineare una cornice in cui collocare procedure e programmi aventi un carattere riparativo.
La Raccomandazione dell’Unione europea n. (83) 7 concernente “la partecipazione della società alla politica criminale”, approvata dal Comitato dei Ministri del Consiglio d’Europa il 23 giugno 1983, prevede che tra gli obiettivi della politica criminale rientrino pure gli interessi e i bisogni delle vittime.
La Decisione Quadro n. 2001/220/GAI del 2001 relativa alla posizione della vittima nel procedimento penale, comprende talune misure di assistenza alle vittime, prima, durante e dopo il procedimento penale, che potrebbero attenuare gli effetti del reato e stabilisce che sia ricercata una soluzione negoziata tra vittima e autore, attraverso progetti di mediazione con professionisti formati e qualificati. Gli Stati sono stati vincolati a far entrare in vigore le dispositive legislative entro il 22 marzo del 2006.
Il 28 settembre del 2001 il Consiglio Europeo emana il Libro verde sulla tutela delle vittime, il quale prevede l’adozione di norme minime relative al risarcimento delle vittime a livello europeo, riconoscendo la competenza risarcitoria agli Stati in via sussidiaria nei confronti delle vittime che si trovino in stato di indigenza o il cui reo non sia stato individuato.
La Direttiva 2012/29/UE84, del 25 ottobre 2012, del Parlamento europeo e del Consiglio, istituisce norme minime in materia di diritti, assistenza e protezione delle vittime di reato sostituendo la decisione quadro 2001/220/GAI. La direttiva stabilisce che gli Stati membri assicurino che le vittime siano riconosciute e trattate in maniera rispettosa, sensibile, personalizzata, professionale e che i servizi di giustizia riparativa estendano il dialogo ai gruppi parentali e garantiscano la tutela delle vittime al fine di evitare la vittimizzazione secondaria, l'intimidazione e le ritorsioni.

### Consiglio d'Europa
La Convenzione europea n. 116 sul “Risarcimento alle vittime dei reati violenti”, stipulata sotto gli auspici del Consiglio d'Europa il 24 novembre 1983, prevede sistemi statali di risarcimento economico nei confronti delle vittime dei reati violenti, soprattutto laddove i rei non siano stati identificati o siano privi di risorse.
La Raccomandazione n. (85) 11, concernente “La posizione delle vittime nell’ambito del diritto penale e della procedura penale”, approvata dal Comitato dei Ministri del Consiglio d’Europa il 28 giugno 1985, raccomanda di tutelare le vittime e attivare misure speciali di prevenzione del crimine per ridurre la vittimizzazione secondaria.
La Raccomandazione n. (87) 21 riguardante “L’assistenza alle vittime e la prevenzione della vittimizzazione”, adottata dal Comitato dei Ministri del Consiglio d’Europa il 17 settembre del 1987, promuove lo sviluppo di politiche di mediazione a favore dell'incontro fra vittima e autore.
Nella Raccomandazione n. (99) 19 relativa alla “Mediazione in materia penale”, adottata dal Comitato dei Ministri del Consiglio d’Europa il 15 settembre del 1999, gli Stati membri vengono invitati a tenere presente, nello sviluppo di iniziative nel campo della mediazione penale, i principi generali in materia di mediazione contenuti nell’appendice. Detto allegato definisce le regole che devono disciplinare l'attività, gli standard da rispettare per l'attività dei servizi di mediazione e indica la qualifica che devono possedere i mediatori.
La Raccomandazione n. (99) 22 concernente “Il sovraffollamento carcerario e l’inflazione della popolazione carceraria”, approvata dal Comitato dei Ministri del Consiglio d’Europa il 30 settembre 1999, individua la “Mediazione vittima-delinquente / compensazione della vittima” tra le misure alternative alla detenzione.
La Raccomandazione (2003) 20 del Consiglio d’Europa “Concernente le nuove modalità di trattamento della delinquenza giovanile ed il ruolo della giustizia minorile”, incoraggia lo sviluppo di nuove soluzioni alternative alle sanzioni giudiziarie in materia di trattamento dei giovani delinquenti, che tengano conto delle necessità educative e sociali specifiche dei giovani, consentano per quanto possibile la riparazione dei danni causati alle vittime e prevedano modalità di intervento multidisciplinari e multi-istituzionali che considerino l’insieme dei fattori rilevanti a tutti i livelli, individuale, familiare e sociale.
La Raccomandazione CM/Rec (2006) 8, del 14 giugno 2006, del Comitato dei ministri del Consiglio d'Europa invita gli Stati membri a promuovere e potenziare l’intervento nei confronti delle vittime del crimine per evitare processi di vittimizzazione secondaria; raccomanda anche la realizzazione di servizi specifici di supporto alle vittime.
La Raccomandazione R (2010) 1 del Comitato dei Ministri sulle Regole del Consiglio d’Europa in materia di probation, definisce la giustizia riparativa a partire dai suoi contenuti operativo-funzionali.

#### La dichiarazione di Venezia
La giustizia riparativa è stato l’oggetto della Conferenza dei Ministri della Giustizia del Consiglio d’Europa: “Criminalità e Giustizia penale – il ruolo della giustizia riparativa in Europa” (13 e 14 dicembre 2021, Venezia, Italia). All'esito, i Ministri della Giustizia degli Stati membri del Consiglio d'Europa, tra l'altro, "invitano il Consiglio d'Europa ad incoraggiare e assistere i suoi Stati membri a:
- i. elaborare piani d'azione o politiche nazionali, se necessario, per l'attuazione della Raccomandazione CM/Rec (2018) 8 sulla giustizia riparativa in materia penale, assicurando la cooperazione interforze a livello nazionale, una legislazione e finanziamenti nazionali adeguati, riflettendo al contempo sull'idea che il diritto all'accesso ad adeguati servizi di giustizia riparativa per tutte le parti interessate, se liberamente vi acconsentono, dovrebbe essere un obiettivo delle autorità nazionali;

- ii. promuovere un'ampia applicazione della giustizia riparativa per i minori in conflitto con la legge, come una delle componenti più preziose della giustizia a misura di minore secondo le linee guida del Comitato dei Ministri sulla giustizia a misura di minore (2010);

- iii. stimolare, in ogni Stato membro, un'ampia implementazione della giustizia riparativa, dei suoi principi e metodi come complemento o, se del caso, come alternativa o nell’ambito dei procedimenti penali volti alla desistenza dal crimine, al reinserimento degli autori del reato e al recupero delle vittime;

- iv. considerare la giustizia riparativa come parte essenziale dei programmi di formazione dei professionisti del diritto, compresi magistrati, avvocati, pubblici ministeri, assistenti sociali, polizia, nonché del personale carcerario e di probation, e riflettere su come includere i principi, i metodi, le pratiche e le garanzie della giustizia riparativa nei programmi universitari e in altri programmi di istruzione post- universitaria per i giuristi, prestando attenzione alla partecipazione della società civile e delle autorità locali e regionali nei processi di giustizia riparativa e rivolgendosi al Consiglio d'Europa quando sono necessari programmi di cooperazione e formazione dei funzionari che attuano la giustizia riparativa;

- v. aumentare la consapevolezza dei processi di giustizia riparativa a livello nazionale, emettere in pratica progetti volti ad una comunicazione diffusa del ruolo e dei benefici della giustizia riparativa in materia penale, fornendo una risposta al di là delle sanzioni penali."[7]

## Nelle legislazioni statali

### Italia
Gli istituti giuridici che per la loro natura e finalità consentono l’emersione delle attività di giustizia riparativa nell'ordinamento penale italiano sono i seguenti:
- nell’ambito della giustizia minorile:

a)     l’incontro tra reo e vittima o mediazione penale all’interno del procedimento di messa alla prova -  artt. 28 e 29 d.P.R. n. 448 del 1988 e 27 disp. attuazione cppm;
b)    e/o durante le indagini preliminari (attraverso l’art. 9 sugli accertamenti della personalità dell’indagato) ed in applicazione dei seguenti istituti: 
1. l’irrilevanza del fatto - art. 27 d.P.R. n. 448 del 1988 – in caso di fatto illecito di tenue offensività e sia stato commesso in modo del tutto occasionale può aversi la sentenza  non luogo a procedere se nel l'ulteriore corso del procedimento può pregiudicare le esigenze educative del minorenne;
2. il perdono giudiziale - art. 169 c.p.-  il quale consiste nel potere del giudice - in presenza di determinate  condizioni - di astenersi dal il rinvio a giudizio o dal pronunciare sentenza di condanna nei confronti di persona minorenne;

c) nell’esecuzione penitenziaria: la legge 121 del 2018 all’art. 1 “Regole e finalità dell'esecuzione” al co. 2 prevede:  "L'esecuzione della pena detentiva e delle misure penali di comunità deve favorire percorsi di giustizia riparativa e di mediazione con le vittime di reato.
- Nell’ambito della giustizia ordinaria:

1. la legge 67 del 2014 ha introdotto anche nel codice di procedura penale ordinario un procedimento speciale di messa alla prova in cui è contemplata la mediazione penale  nella nuova disposizione di attuazione cpp - dettata dall’art. 141–ter, comma terzo – è prevista la “possibilità di svolgimento di attività di mediazione... anche avvalendosi a tal fine di centri o strutture pubbliche o private”
2. nel procedimento di esecuzione della pena l’ordinamento penitenziario prevede l’affidamento in prova - art. 47 comma 7 l. n. 354 del 1975 ord. pen. che prevede per il condannato l’adoperarsi in favore delle vittime del reato;
3. nel procedimento penale del giudice di pace: l'art. 29 c.4 d.lg. n. 274 del 2000 prevede che il giudice ha potere di tentare  la conciliazione tra le parti “e ove occorra può avvalersi anche dell’attività di mediazione di centri e strutture pubbliche o private presenti sul territorio. In ogni caso le dichiarazioni rese dalle parti nel caso dell’attività di conciliazione non possono essere in alcun modo essere utilizzate ai fini della deliberazione.”[9].

### La legge n. 134 del 2021
La ministra della Giustizia Marta Cartabia, già nel presentare le Linee programmatiche dell’azione del governo sulla giustizia, riservò spazio alla giustizia riparativa.
E proprio sotto impulso dell'azione governativa è stata approvata la legge 27 settembre 2021, n. 134 (in Gazz. Uff., 4 ottobre 2021, n. 237) intitolata: Delega al Governo per l'efficienza del processo penale nonché in materia di giustizia riparativa e disposizioni per la celere definizione dei procedimenti giudiziari - (Riforma del processo penale). La legge prevede:
Articolo 1
1. Il Governo è delegato ad adottare, nel termine di un anno dalla data di entrata in vigore della presente legge, uno o più decreti legislativi... per la revisione del regime sanzionatorio dei reati e per l'introduzione di una disciplina organica della giustizia riparativa.
....
18. Nell'esercizio della delega di cui al comma 1, i decreti legislativi recanti una disciplina organica della giustizia riparativa sono adottati nel rispetto dei seguenti principi e criteri direttivi:
a) introdurre, nel rispetto delle disposizioni della direttiva 2012/29/UE del Parlamento europeo e del Consiglio, del 25 ottobre 2012, e dei principi sanciti a livello internazionale, una disciplina organica della giustizia riparativa quanto a nozione, principali programmi, criteri di accesso, garanzie, persone legittimate a partecipare, modalità di svolgimento dei programmi e valutazione dei suoi esiti, nell'interesse della vittima e dell'autore del reato;
b) definire la vittima del reato come la persona fisica che ha subito un danno, fisico, mentale o emotivo, o perdite economiche che sono state causate direttamente da un reato; considerare vittima del reato il familiare di una persona la cui morte è stata causata da un reato e che ha subito un danno in conseguenza della morte di tale persona; definire il familiare come il coniuge, la parte di un'unione civile tra persone dello stesso sesso, la persona che convive con la vittima in una relazione intima, nello stesso nucleo familiare e in modo stabile e continuo, nonché i parenti in linea diretta, i fratelli e le sorelle e le persone a carico della vittima;
c) prevedere la possibilità di accesso ai programmi di giustizia riparativa in ogni stato e grado del procedimento penale e durante l'esecuzione della pena, su iniziativa dell'autorità giudiziaria competente, senza preclusioni in relazione alla fattispecie di reato o alla sua gravità, sulla base del consenso libero e informato della vittima del reato e dell'autore del reato e della positiva valutazione da parte dell'autorità giudiziaria dell'utilità del programma in relazione ai criteri di accesso definiti ai sensi della lettera a);
d) prevedere, in ogni caso, che le specifiche garanzie per l'accesso ai programmi di giustizia riparativa e per il loro svolgimento includano: la completa, tempestiva ed effettiva informazione della vittima del reato e dell'autore del reato, nonché, nel caso di minorenni, degli esercenti la responsabilità genitoriale, circa i servizi di giustizia riparativa disponibili; il diritto all'assistenza linguistica delle persone alloglotte; la rispondenza dei programmi di giustizia riparativa all'interesse della vittima del reato, dell'autore del reato e della comunità; la ritrattabilità del consenso in ogni momento; la confidenzialità delle dichiarazioni rese nel corso del programma di giustizia riparativa, salvo che vi sia il consenso delle parti o che la divulgazione sia indispensabile per evitare la commissione di imminenti o gravi reati e salvo che le dichiarazioni integrino di per sé reato, nonché la loro inutilizzabilità nel procedimento penale e in fase di esecuzione della pena;
e) prevedere che l'esito favorevole dei programmi di giustizia riparativa possa essere valutato nel procedimento penale e in fase di esecuzione della pena; prevedere che l'impossibilità di attuare un programma di giustizia riparativa o il suo fallimento non producano effetti negativi a carico della vittima del reato o dell'autore del reato nel procedimento penale o in sede esecutiva;
f) disciplinare la formazione dei mediatori esperti in programmi di giustizia riparativa, tenendo conto delle esigenze delle vittime del reato e degli autori del reato e delle capacità di gestione degli effetti del conflitto e del reato nonché del possesso di conoscenze basilari sul sistema penale; prevedere i requisiti e i criteri per l'esercizio dell'attività professionale di mediatore esperto, in programmi di giustizia riparativa e le modalità di accreditamento dei mediatori presso il Ministero della giustizia, garantendo le caratteristiche di imparzialità, indipendenza ed equiprossimità del ruolo;
g) individuare i livelli essenziali e uniformi delle prestazioni dei servizi per la giustizia riparativa, prevedendo che siano erogati da strutture pubbliche facenti capo agli enti locali e convenzionate con il Ministero della giustizia; prevedere che sia assicurata la presenza di almeno una delle predette strutture pubbliche in ciascun distretto di corte d'appello e che, per lo svolgimento dei programmi di giustizia riparativa, le stesse possano avvalersi delle competenze di mediatori esperti accreditati presso il Ministero della giustizia, garantendo in ogni caso la sicurezza e l'affidabilità dei servizi nonché la tutela delle parti e la protezione delle vittime del reato da intimidazioni, ritorsioni e fenomeni di vittimizzazione ripetuta e secondaria.

### Il decreto legislativo 150 del 2022 e la disciplina organica della giustizia riparativa
Il decreto legislativo n 150 del 2022 (Supplemento ordinario alla “Gazzetta Ufficiale„ n. 243 del 17 ottobre 2022 - Serie generale)  titolato: “Attuazione della legge 27 settembre 2021, n. 134, recante delega al Governo per l’efficienza del processo penale, nonché in materia di giustizia riparativa e disposizioni per la celere definizione dei procedimenti giudiziari.”  introduce nell’ordinamento italiano una regolamentazione della giustizia riparativa.
Il decreto 150 del 2022 dedica alla giustizia riparativa: 
1 - il titolo IV “la disciplina organica della giustizia riparativa”.  
Il titolo – con articoli dal 42 al 67 - ed è diviso in quattro Capi:
-capo I – principi e disposizioni generali (artt. da 42 a 46)
-capo II – garanzie dei programmi di giustizia riparativa (artt. da 47 a 52)
-capo III – programmi di giustizia riparativa (artt. da 53 a 58)
-capo IV – formazione dei mediatori esperti in programmi di giustizia riparativa e requisiti per l’esercizio dell’attività (artt. da 59 a 60)
- capo V - servizi per la giustizia riparativa (artt. da 61 a 67)
2- due articoli - nn. 91 e 92 - delle disposizioni transitorie
3- diverse modifiche specifiche al codice penale, di procedura penale ed alle sue norme di attuazione, al decreto legislativo 274 del 2000 (per il giudice di pace) all’ordinamento penitenziario, al codice di procedura penale minorile e dell’ordinamento penitenziario minorile.
1 - le definizioni.
La novità normativa richiede le definizioni dei concetti chiave e degli elementi e degli obiettivi della giustizia riparativa.
L’Art. 42 – reca le Definizioni :
1a)  giustizia riparativa
 Ogni programma che consente alla vittima, alla persona indicata come autore dell’offesa e ad altri soggetti appartenenti alla comunità di partecipare liberamente, in modo consensuale, attivo e volontario, alla risoluzione delle questioni derivanti dal reato, con l’aiuto di un terzo imparziale, adeguatamente formato, denominato mediatore;
La definizione del legislatore italiano si fonda sulle descrizioni che di tale paradigma di giustizia danno le normative internazionali e sovranazionali
(la Direttiva 2012/29/UE:). (Raccomandazione del Consiglio d’Europa relativa alla giustizia riparativa in materia penale CM/REC(2018)8, Basic principles on the use of restorative justice programmes in criminal matters adottati dalle Nazioni Unite il 24 luglio 2002, § 1 (2).
Gli elementi ed i concetti della definizione di Giustizia Riparativa del decreto 150 sono:
-il programma è l’unica espressione che l’intero testo normativo del decreto 150 per indicare le attività di giustizia riparativa.
Il “programma” evidenzia alcune pecualiarità della Giustizia Riparativa: 
-è volto al futuro e su ciò che – dopo il reato - si vuol fare con intenzioni, proponimenti e propositi
- prevede elaborazione e contenuti fondati su elementi, presupposti e dati concreti
-ha obiettivi e fini, linee di condotta da seguire e prevede mezzi e modalità per raggiungerli e rischi da evitare
-le persone coinvolte nell’offesa: la vittima,  la persona indicata come autore dell’offesa ed altre persone anche appartenenti alla comunità di riferimento.
La “vittima”  e la “persona indicata come autore dell’offesa”  - di cui si danno in seguito definizioni -  art. 42 lett.b) e lett c) – sono espressioni nuove ed innovative dell’ordinamento rispetto alle tipica terminologia penale e giudiziaria di reo indagato, parte offesa o parte civile.
-la partecipazione libera, consensuale, attiva e volontaria
La partecipazione con le caratteristiche indicate è connaturata al programma e percorso di Giustizia Riparativa. E trasforma  la risposta di Giustizia Riparativa al reato dell’Ordinamento in una proposta di giustiziaalle persone coinvolte.
-la risoluzione delle questioni derivanti dal reato
Le questioni derivanti dal reato eccedono l’ambito giuridico della fattispecie penale e, conseguentemente, dell’accertamento processuale e possono essere molteplici in ragione del reato concreto e dello status delle persone coinvolte.
Anche la risoluzione non è imposta o obbligatoria ma è soggettiva e concreta: è il risultato di un accordo consensuale e volontario dei partecipanti che concretizza un esito riparativo (art.56)
Anche quest’aspetto evidenzia la distanza rispetto all’obbligatorietà ed impositività della giustizia penale.
-l’aiuto di un mediatore
Il mediatore “esperto nei programmi di giustizia riparativa”  è figura essenziale dell’intero sistema. Agli aggettivi del mediatore contenuti nella definizione -  terzo, imparziale ed adeguatamente formato – il Decreto 150 ne aggiunge altri nelle regolamentazioni dei diversi aspetti della Giustizia Riparativa formando ciò che la relazione ministeriale definisce “ lo statuto del mediatore”.Sin dalla definizione emerge che il mediatore non è un giudice terzo equidistante che impone la soluzione ma stimola e favorisce la comunicazione, il dialogo e l’incontro ponendosi in posizione paritaria rispetto ai partecipanti.
1b-la vittima di reato
b - vittima del reato: la persona fisica che ha subìto direttamente dal reato qualunque danno, patrimoniale o non patrimoniale, nonché il familiare della persona fisica la cui morte è stata causata dal reato e che ha subito un danno in conseguenza della morte di tale persona;
Il concetto di vittima[1] è nuovo e non corrisponde alle definizioni codicistiche - codice penale e di procedura penale - di persona offesa,  danneggiato dal reato,  parte civile.
Il decreto 150 prevede estensioni soggettive ad altre persone “vittime”; la partecipazione ai programmi di Giustizia Riparativa è consentita: 
a- agli enti con o senza personalità giuridica: ”I diritti e le facoltà attribuite alla vittima del reato sono riconosciuti anche al soggetto giuridico offeso dal reato.” (art. 42 co.2)
b- alla  “vittima di un reato diverso da quello per cui si procede” (art.53 co.1 lett a)): è la cd la “vittima aspecifica” o “vittima surrogata”.[2]
c- alle vittime di reati di cui sono rimasti ignoti gli autori e di cui la comunità deve comunque farsi carico ed a cui va data risposta, accoglienza e riconoscimento.
1c la persona indicata come autore dell’offesa
Il concetto  “persona indicata come autore dell’offesa” è omnicomprensivo dei diversi status personali in ragione del procedimento e fase procedurale.
L’espressione rispetta “la presunzione d’innocenza” della persona coinvolta - in caso di procedimento penale in corso -  e ne attenuano l’impatto - in caso di fase esecutiva della pena la sua stigmatizzazione.
1d familiare
d – familiare: il coniuge, la parte di un’unione civile ai sensi dell’articolo 1, comma 1, della legge 20 maggio 2016, n. 76, il convivente di fatto di cui all’articolo 1, comma 36, della stessa legge, la persona che è legata alla vittima o alla persona indicata come autore dell’offesa da un vincolo affettivo stabile, nonché i parenti in linea retta, i fratelli, le sorelle e i familiari a carico della vittima o della persona indicata come autore dell’offesa;
L’espressione “familiare” riprende la legge delega - art.1 co. 18 lett b) - e la direttiva 2012/29/UE. È riferita al collegamento giuridico o affettivo sia della “vittima” che  “della persona indicata come autore” a riprova dell’equa considerazione degli interessi dei partecipanti nei programmi di Giustizia Riparativa.(art. 43 co.2 lett.b).
1 e : esito riparativo
e- esito riparativo. qualunque accordo, risultante dal programma di giustizia riparativa, volto alla riparazione dell’offesa e idoneo a rappresentare l’avvenuto riconoscimento reciproco e la possibilità di ricostruire la relazione tra i partecipanti;
Il concetto è fondamentale.
L'accordo evidenzia da un lato la natura ontologica dello strumento giuridico fondato sul consenso, la volontà e l’incontro delle pretese delle posizioni personali di più parti e dall’altro l’aspetto dinamico - il dialogo e l’incontro - del programma di Giustizia Riparativa.
L’accordo con il fine della riparazione deve essere idoneo a rappresentare il riconoscimento reciproco, la ricostruzione delle relazioni tra i partecipanti.
Il riconoscimento reciproco, la ricostruzione delle relazioni sono concetti aperti non predeterminati e perciò stridono con il diritto penale - che al contrario necessita di determinatezza, tipicità e di tassatività  – e con il processo penale in cui il principio di legalità è principio cardine specie per l’applicazione e la valutazione da parte del giudice.
Giudice che – concretamente – sarà tenuto a valutare e saggiare proprio l’esito dei programmi di giustizia riparativa che tali elementi contiene. Ai fini dei criteri da seguire per l’apprezzamento giudiziale e processuale da parte del magistrato intervengono anche le determinazioni dell’ art. 56 - che disciplina l’esito riparativo - simbolico e/ o materiale  - e degli artt.57 e 58 che tipizzano i concetti contenuti nella definizione dell’art. 42 (al fine della valutazione apprezzabile dal giudice in caso di esito positivo e per gli effetti previsti che ne derivano).
1 f i servizi di giustizia riparativa
f- servizi di giustizia riparativa: tutte le attività relative alla predisposizione, al coordinamento, alla gestione e all’erogazione di programmi di giustizia riparativa;
I servizi di Giustizia Riparativa sono costituiti da tutte le attività – preparatorie, prodromiche e di svolgimento e gestione -  dei programmi di giustizia riparativa.
“Servizi di Giustizia riparativa” è il titolo del capo V del titolo V del decreto 150 che regolamenta il coordinamento dei servizi su tutto il territorio nazionale ed in particolare la previsione dei livelli essenziali ed uniformi delle prestazioni dei servizi per giustizia riparativa.
1 g Centro per la giustizia riparativa
g - Centro per la giustizia riparativa: la struttura pubblica di cui al capo V, sezione II, cui competono le attività necessarie all’organizzazione, gestione, erogazione e svolgimento dei programmi di giustizia riparativa.
I programmi di giustizia riparativa sono erogati dal Centro per la giustizia riparativa.
È la struttura pubblica prevista dal decreto 150 che organizza, gestisce ed eroga i programmi di giustizia riparativa. Vi operano esclusivamente i mediatori esperti indicati nella definizione di giustizia riparativa (art. 42).
Ai Centri pubblici, almeno uno in ogni corte di Appello è anche affidata, in parte qua,  la formazione dei mediatori esperti sia sotto il profilo teorico che pratico. (vd in seguito)
I Centri di Giustizia riparativa sono precipuamente regolamentati nella sezione II del capo V
2 - Principi generali e obiettivi
L’art. 43 del decr. 1560 enuncia i principi a cui deve ispirarsi e conformarsi la Giustizia Riparativa.
La distinzione rispetto alla giustizia penale tradizionale coercitiva e punitiva è chiara nella previsione della partecipazione volontaria, attiva e consensuale delle persone ai programmi di giustizia riparativa (lett a e d).
E tra le “persone partecipanti” è indicata la comunità. (lett.c)
L’art.43 contiene tra i principi fondamentali: 
- l’equa considerazione dell’interesse della vittima e della persona indicata come autore dell’offesa (lett. b).
È principio fondante la Giustizia Riparativa:
“non si dà giustizia se questa solo per il reo e ignora la vittima o si disinteressa della comunità o se, viceversa, concede uno strapotere alla vittima, rimanendo indifferente ai “resti” che il reato ha lasciato nella comunità o dimenticando la dignità e l'umanità del reo”[3]
Equa riferito alla “considerazione” dell’interesse delle parti riposa e si fonda sulla comune dignità delle persone.
La quaestio è tenere ben distinti le soluzioni al reato ed al conflitto dai valori in capo alla vittima ed al reo a seguito della condotta  “non sono infatti i valori a essere negoziati nei percorsi di giustizia riparativa, bensì le soluzioni ai conflitti affinché queste abbiano (anche) carattere riparativo nel rispetto dello spirito delle norme e perciò di quei valori di cui le norme stesse sono irrinunciabile baluardo” .[4]
Ed i due piani – dei valori e delle soluzioni ai conflitti ed ai pregiudizi del reato - vanno distinti e tenuti ben presenti dal mediatore per consentire alle persone di partecipare al programma di giustizia riparativa ed evitare o attenuare ulteriori vittimizzazioni (per la vittima) o pregiudizi stigmatizzanti (per l’indicato autore).
L’equa considerazione va calata nella specifica situazione in cui le persone si trovano spesso in posizione di “asimmetria” a seguito del reato.
- la riservatezza sulle dichiarazioni e sulle attività svolte nel corso dei programmi di giustizia riparativa (lett. e) quale condizione imprescindibile per consentire e favorire l’incontro, la confidenzialità ed il dialogo tra le persone partecipanti. Il decreto leg.vo 150 regolamenta espressamente sotto diversi profili tali aspetti ex sé ed in rapporto al processo penale pendente.
- la ragionevolezza e proporzionalità degli eventuali esiti riparativi consensualmente raggiunti (lett f).
Le parti aiutati dai mediatori garanti degli accordi debbono stabilire adempimenti equilibrati e quindi ragionevoli e proporzionati affinché possano essere realizzati dai partecipanti. E gli esiti riparativi possono prevedere impegni futuri.
-l’indipendenza dei mediatori e la loro equiprossimità rispetto ai partecipanti ai programmi di giustizia riparativa;(lett.g).
Le caratteristiche dei mediatori connotano la definizione stessa della Giustizia riparativa che prevede la presenza di un mediatore imparziale (art.42 lett.a).
Il concetto di equiprossimità distingue il mediatore dalla figura del giudice,  sempre terzo ed imparziale,  ma al di sopra delle parti.
-la garanzia del tempo necessario allo svolgimento di ciascun programma.(lett h) Il tempo della giustizia riparativa dedicato all’incontro ed all’ascolto delle parti deve essere adeguato allo svolgimento dei programmi che - pur collegato al procedimento penale – sono distinti e privi della ritualità processuale e tale da evidenziarne le peculiarità rispetto alla giustizia ordinaria. E tuttavia i programmi sono collegati alla tempistica processuale.
2 a Gli obiettivi della giustizia riparativa.(art. 43 co .2)
I programmi di giustizia riparativa tendono a promuovere il riconoscimento della vittima del reato, la responsabilizzazione della persona indicata come autore dell’offesa e la ricostituzione dei legami con la comunità
Le finalità della Giustizia riparativa tendono a promuovere:
-Il riconoscimento della vittima. È l’obiettivo della Giustizia Riparativa che - rispetto alla giustizia tradizionale - concede spazio a tutti i risvolti della vittimizzazione.
La vittima patisce dal reato un complesso status cd di vittimizzazione composto di tutti i pregiudizi fisici, psichici e relazionali.
Tali ambiti vanno ben oltre gli aspetti patrimoniali
-la responsabilizzazione. Il fine della responsabilizzazione dell’autore del reato è obiettivo ampio della Giustizia Riparativa e non solo relativo al significato giuridico e processuale in cui si usa il termine rieducazione quale fine cui tende la pena nella giustizia retributiva (vd art. 27 co.3).
Il concetto di responsabilizzazione della Giustizia Riparativa è per l’autore indicato una presa di coscienza della propria condotta non solo ed esclusivamente sotto il profilo giuridico - derivante dalla violazione della norma - ma soprattutto con i risvolti relazionali – personale e sociale – verso la vittima e verso la società.
Il reato non è solo violazione della fattispecie penale ma anche rottura delle relazioni personali e sociali che arrecano pregiudizi e sofferenze alla vittima. E di ciò si occupa primariamente la Giustizia Riparativa.
-la ricostituzione dei legami con la comunità.
La riparazione è funzionale a ricostruire la dimensione sociale della personalità delle persone coinvolte. (vd in seguito)
I soli artt.42 e 43 rendono la “filosofia” della giustizia riparativa: pur partendo dal reato e da ciò che è accaduto – come la giustizia tradizionale -   costruisce la risposta e la proposta di Giustizia non sulla violazione formale della legge, non sui ruoli processuali non sulla pena o sulla sua espiazione ma a partire dalle persone e dal loro status cercando di attivare partecipazione con accoglienza, ascolto e dialogo per riconoscere, responsabilizzare, riparare e ricucire ciò che è stato violato, lacerato offeso. E che non può essere cancellato; ma a partire dal reato anzi, dalle persone coinvolte cercare - con le difficoltà inevitabili - di andare oltre, guardando al futuro della loro vita e delle relazioni con ricadute per tutta la comunità.
L’incipit dell’articolo 43 - “la Giustizia Riparativa in materia penale” – evidenzia che Giustizia Riparativa può applicarsi anche in ambiti diversi ed in particolare nella conflittualità che si manifesta in diversi ambienti relazionali: la società, la scuola, il lavoro.
3 Accesso ai programmi di giustizia riparativa
L’articolo 44 del decreto 150 regolamenta l’accesso ai programmi di Giustizia Riparativa. L’accesso è considerato principio generale (vd commi 3 e 4 dell’art. 43).
La giustizia riparativa costituisce un vero e proprio diritto del cittadino.
L’accesso è libero e volontario ed a richiesta di chi vi ha interesse è favorito anche dall’autorità giudiziaria (si veda invito ex officio del giudice ex art. 129 bis cpp) ed il servizio è presente su tutto il territorio nazionale  ( assicurata da almeno un centro gestito di un ente territoriale in ciascun distretto di Corte di Appello).
L’accesso è sempre consentito e prescinde:
- dalla tipologia di fattispecie di reato ed alla sua gravità (vd art. 44 co.1)
-dallo status processuale o del procedimento: 
-dal ruolo processuale dei partecipanti anzi con equa considerazione della vittima e dell’indicato autore.
L’unico limite all’accesso è la tutela della incolumità dei partecipanti anzi qualsiasi pericolo per gli stessi (art. 43 co.4) che può costituire un ostacolo allo svolgimento del programma.
I mediatori – vd art. 54 decreto 150 – verificano la fattibilità del programma di Giustizia Riparativa che propongono in concreto ai partecipanti proprio per evitare tali pericoli e nel rispetto dello status delle persone. E tutto è fondato rsulla volontà e libertà dei partecipanti che deve persistere per tutto il programma.
4 Partecipanti ai programmi di giustizia riparativa
Alle persone direttamente coinvolte nel reato – vittima e autore dell’offesa – possono affiancarsi quali partecipanti altri appartenenti alla comunità - i familiari o le persone di supporto - enti esponenziali degli interessi lesi dal reato e chiunque vi abbia interesse(art. 45).
L’ordinamento attraverso i servizi di giustizia riparativa si propone di accogliere i partecipanti nel loro status peculiare conseguente il reato, in particolare: 
-la vulnerabilità delle vittime: lo status di vittimizzazione che per le sofferenze patite ed i pregiudizi subiti – fisici e visibili e/o nascosti perché psichici e morali –  richiede attenzione, accoglienza e riconoscimento
-l’umanità degli indicati autori delle condotte antigiuridiche: la condizione di “fragilità” della personalità, richiede rispetto della dignità ed equa considerazione scevra di giudizi e stigmatizzazione,    affinché con il confronto esperienziale con i pregiudizi e gli effetti del reato sulla vittima possano avviare riflessione ed eventuale responsabilizzazione per orientare future condotte consone alle regole del vivere sociale e civile.
La comunità è al tempo destinataria degli interventi riparativi ma anche attrice attiva delle attività di Giustizia Riparativa. (spesso infatti i centri sono gestiti da enti del terzo settore..vd in seguito).
5 – Le persone minori di età
La Sezione 3 del titolo IV è titolata Persone minori di età (art.46)
I principi le diritti e le garanzie della Giustizia Riparativa assumono ancor più pregnanza in caso destinatari degli interventi di giustizia siano minorenni cui sono destinati specifici presidi ed istituti legislativi e processuali. Lo svolgimento dei programmi dovrà essere adeguato alla personalità del minore ed appropriato al rispetto del suo superiore interesse: “In tutte le decisioni relative ai fanciulli, di competenza delle istituzioni pubbliche o private di assistenza sociale, dei tribunali, delle autorità amministrative o degli organi legislativi, l’interesse superiore del fanciullo deve essere una considerazione preminente.” [5]
E tale interesse del minore va considerato unitamente agli altri suoi diritti peculiari: di essere ascoltato, di essere protetto dalla stigmatizzazione e dalla violenza, di non essere separato dai genitori etc.
I programmi di Giustizia Riparativa, inoltre, si attiveranno per i minorenni attraverso l’assegnazione a mediatori esperti in materia minorile. A tale peculiarità è orientata anche la formazione prevista per i mediatori ( vd art. 59)
[1] La definizione è contenuta nell’art. 1 co, 18 lett.b) della legge delega n. 134 del 2021 e riprende la direttiva 2012/29 UE (art.1 co.1.lett a).
[2] “Tra i programmi di giustizia riparativa rientra anche la mediazione con vittima aspecifica (o surrogata), ossia tra una vittima e una persona che ha commesso un reato analogo ma diverso rispetto a quello per cui si procede. L’Handbook delle Nazioni Unite colloca la mediazione con vittima aspecifica (o surrogata) tra i “quasi-restorative programmes” proprio per il fatto che non si indirizza alla vittima del reato per cui si procede.” (Vd relazione Ministeriale sub art.53)
[3] GMannozzi RMancini La giustizia accogliente op cit pg.49
[4]  G Mannozzi RMancini La giustizia accogliente Milano 2022 pg 85
[5]  art. 3 co.1 Convenzione diritti del fanciullo ratificata dalla legge 176 del 1991.